# Gamochaeta americana
Gamochaeta americana conocida comúnmente como gordolobo es una especie de la familia de las compuestas, distribuida en toda América.

## Descripción
Hierba anual, bienal o perenne. Tallos no ramificados con indumento lanoso blanco con una roseta de hojas basales. Hojas basales ampliamente obovadas, base atenuada y ápice redondeado, obtuso o mucronado; margen plana u ondulada hacia el ápice; fuertemente discolora, glabra o glabrescente y verde por el haz y con tomento blanco en el envés. Sinflorescencia una espiga de capítulos agrupados en las axilas de las hojas. Involucro estrechamente campanulado; filarias en 3-4 series, color café claro, las externas ovadas con el ápice obtuso o agudo a acuminado, lanuginosas; filarias internas oblongas, ápice redondeado o agudo a cortamente acuminado, glabras. Con 80-90 flores pistiladas o femeninas; corola blanco-amarillenta, morada hacia el ápice, filiforme. Con 2-4 flores bisexuales o hermafroditas, corolas blanco-amarillentas y moradas hacia el ápice, tubulares. Aquenios pilosos.

## Taxonomía
Gamochaeta americana fue publicada por Hugh Algernon Weddell en Chloris Andina 1(4–6): 151. 1855.

### Sinónimos[2]
- Gamochaeta coarctata (Willd.) Kerguélne
- Gamochaeta guatemalensis (Gand.) Cabrera
- Gamochaeta irazuensis G.L.Nesom
- Gamochaeta spicata Cabrera
- Gnaphalium americanum Mill.
- Gnaphalium coarctatum Willd.
- Gnaphalium consanguineum Gaudich.
- Gnaphalium guatemalense Gand.
- Gnaphalium purpureum var. americanum (Mill.) Klatt
- Gnaphalium purpureum var. spicatum Klatt
- Gnaphalium spicatum Lam.
- Gnaphalium spicatum var. chonoticum Hook.f.

## Distribución
G. americana tiene una distribución nativa desde México hasta el sur de América del Sur. También se encuentra como planta adventicia introducida en Estados Unidos; en Europa en España, Francia y Portugal; en Asia en China, India y Taiwán; en África en Sudáfrica y Esuatini; en Oceanía en Nueva Zelanda.

## Nombres comunes
En Colombia se le conoce como: cenizo, viravira, chubilla, chupana, donalonso, lechuguilla, meloso, oreja de ratón, palomita, pascuala, peralonso.
En Chile se le conoce como: diuca-lahuén, vira o viravira.
En México se le conoce como gordolobo o sacamal.